# 铃木清顺
铃木清顺（日语：／ Suzuki Seijun，1923年5月24日—2017年2月13日），本名鈴木清太郎，日本当代电影导演、演员，日本新浪潮的代表人物之一。

## 生平
生于东京日本桥，幼时曾遭遇關東大地震。40年代曾应徵召入伍，赴台湾作战。1946年复员后就读东京大学，从1954年起成为日活公司支援，1956年始执导筒。早期影片均为类型片，几乎没有吸引别人对他的注意力，直到60年代初，他才开始执导一些“风格”影片，如1964年的《肉体之门》（肉体の門），其中在性和非道德方面表现出来的大胆在当时就掀起了轩然大波。
他沿着这条道路继续前行，而且在黑白片或彩色片中对於宽银幕畫面技术的利用很具创造性，如在《春妇传》（春婦傳，1965年）、《刺青一代》（刺青一代，1965年）、《暴力輓歌》（けんかえれじい，1966年）、《东京流浪者》（東京流れ者，1966年）等片，尤其是在1967年的《杀手烙印》（殺しの烙印）中，该片是对黑道电影的过分戏拟，铃木在里面塑造了一个奇怪天使的形象，而且根本不再遵循这一类型的基本法则。日活公司的老总保利久作不喜鈴木的这种反叛精神，宣称铃木的电影对于大众来说完全不可理解，因此造成铃木被日活公司解雇，但由于有電影圈內人士與影迷为他辩护，而展开與日活之间的长期诉讼，最后雙方於1971年12月達成和解。
由于此次事件，他被电影界列入黑名单，长期沉寂。直到1977年才以執導松竹公司的電影《悲愁物語》复出，之後並陸續执导了著名的「大正三部曲」《流浪者之歌》（ツィゴイネルワイゼン，1980年）、《阳炎座》（陽炎座，1981年）、《梦二》（夢二，1991年）等片。
2017年2月13日，因慢性阻塞性肺病於東京都內的醫院逝世，享年93歲。

## 外部連結
- 映画監督の鈴木清順氏が死去　93歳　「ツィゴイネルワイゼン」「殺しの烙印」